# Ло Жунхуань
Ло Жунхуа́нь (кит. трад. 羅榮桓, упр. 罗荣桓, пиньинь Luó Rónghuán; 26 ноября 1902 — 16 декабря 1963) — китайский военный деятель, маршал НОАК.

## Биография
Родился в деревне уезда Хэншань (сейчас это место находится на территории уезда Хэндун) провинции Хунань. В 1927 году вступил в комсомол, а затем, в том же году, в Коммунистическую Партию Китая, участвовал в организованном Мао Цзэдуном восстании осеннего урожая. В 1930 году стал политкомиссаром 4-го корпуса Красной армии. Участвовал в Великом походе.
В годы войны с Японией был начальником политотдела 115-го полка 8-й армии.
Когда в 1945 году возобновилась гражданская война, Ло Жуньхуан стал политкомиссаром Северо-Восточной народно-освободительной армии, сыграв большую роль в изгнании гоминьдановцев из Маньчжурии.
С 1945 года член ЦК КПК, в 1956 г. член Политбюро ЦК КПК. В 1955 году ему было присвоено звание маршала НОАК.